# أوديت عبادي
أوديت عبادي (كنيتها قبل الزواج روزنستوك) طبيبة يهودية فرنسية، كانت مختصة بمرض السل.

## حياة مهنية

### طبيبة ومفتشة
بعد تأهيلها كطبيبة أثناء الحرب الأهلية الإسبانية، انتقلت روزنستوك إلى جبال البرانس سنة 1938 للترحيب باللاجئين الجمهوريين الإسبان ومساعدتهم. عادت بعدها إلى باريس لمواصلة دراستها الطبية الحديثة وحصلت على دبلوم في الوقاية الصحية.  وفي العام التالي، التقت بموسى عبادي، الذي كان زميلا لها في الطب، في ديسمبر 1939 من خلال صديق مشترك.  بعد الغزو النازي لفرنسا، انتقلت والدها إلى الجنوب. اعتقل النازيون والدتها وأختها الصغيرة سيمون قبل أن تتمكنا من الانضمام إليه، ثم أرسلتا إلى معسكر اعتقال أوشفيتز حيث توفيتا.  
توفي والدها عام 1967.

## فهرس
1. ↑  "Odette Rosenstock Abadi". ajpn.org. Anonymous, Righteous and Persecuted during the Nazi period in the communes of France. مؤرشف من الأصل في 2021-08-05. اطلع عليه بتاريخ 2020-05-04.
2. ↑  "Rosenstock Odette". memoresist.org (بالفرنسية). Retrieved 2019-11-11.
3. ↑  Coleman 2013، صفحة 15.

1. ↑  According to the French Odette Abaldi article, Odette's father lived throughout the war, having died in 1967.